# Astrid Ovalles
Pour les articles homonymes, voir Astrid et Ovalles.
Astrid Ovalles est une actrice, réalisatrice, scénariste et productrice américaine. 
Astrid Ovalles est spécialisée dans les courts métrages.

## Filmographie
| année | film                             | actrice       | scénariste | réalisatrice | productrice | notes         |
| ----- | -------------------------------- | ------------- | ---------- | ------------ | ----------- | ------------- |
| 2012  | Rebirth                          |               |            |              |             | court métrage |
| 2014  | Many a Moon                      | Jane Fonville | Oui        | Oui          | Oui         | court métrage |
| 2014  | Camp Belvidere                   | Gin           | Oui        | Oui          | Oui         | moyen métrage |
| 2015  | Hand Job                         | Margaret      |            |              |             | court métrage |
| 2015  | The Haunted Mind of an Insomniac | Juliette      |            |              |             | court métrage |
| 2019  | Road of Bygones                  | Bobbi         | Oui        | Oui          | Oui         | long métrage  |